# والیپه
والیپه (به لاتین: Valipe) یک منطقهٔ مسکونی در استونی است که در دهستان پوهالپا واقع شده‌است.